# Winzerschnitten
Winzerschnitten („Winzerweckle“) sind ein einfaches Gericht aus dem Markgräflerland. Dabei wird zu gleichen Teilen Schmand, Schinken und geriebener Käse mit etwas Rahm vermischt. Diese Masse wird auf ein mit Weißwein getränktes Bauernbrot gestrichen und das Ganze überbacken.
Diese einfachen Schnitten wurden früher vor allem während der Weinlese von den Winzern als kleine Zwischenmahlzeit mit in die Weinberge genommen. Winzerschnitten sind teils auch in anderen Weinbauregionen anzutreffen und zählen zur „traditionellen Winzerküche“.